# Röddinge distrikt
Röddinge distrikt är ett distrikt i Sjöbo kommun och Skåne län. 
Distriktet ligger sydost om Sjöbo.

## Tidigare administrativ tillhörighet
Distriktet inrättades 2016 och utgörs av socknen Röddinge i Sjöbo kommun.
Området motsvarar den omfattning Röddinge församling hade 1999/2000.